# Corona triomfal

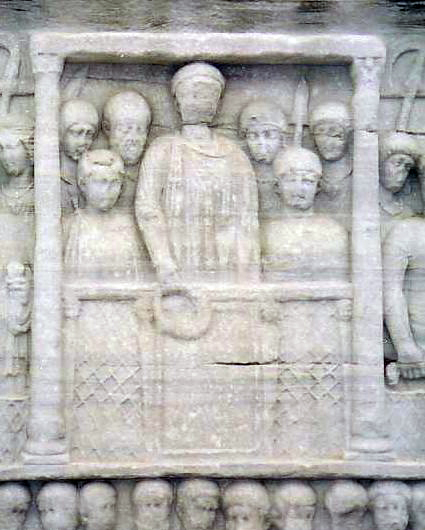
L'emperador Teodosi ofereix una corona de llorer al guanyador dels jocs romans, relleu de l'obelisc de l'hipòdrom de Constantinoble.

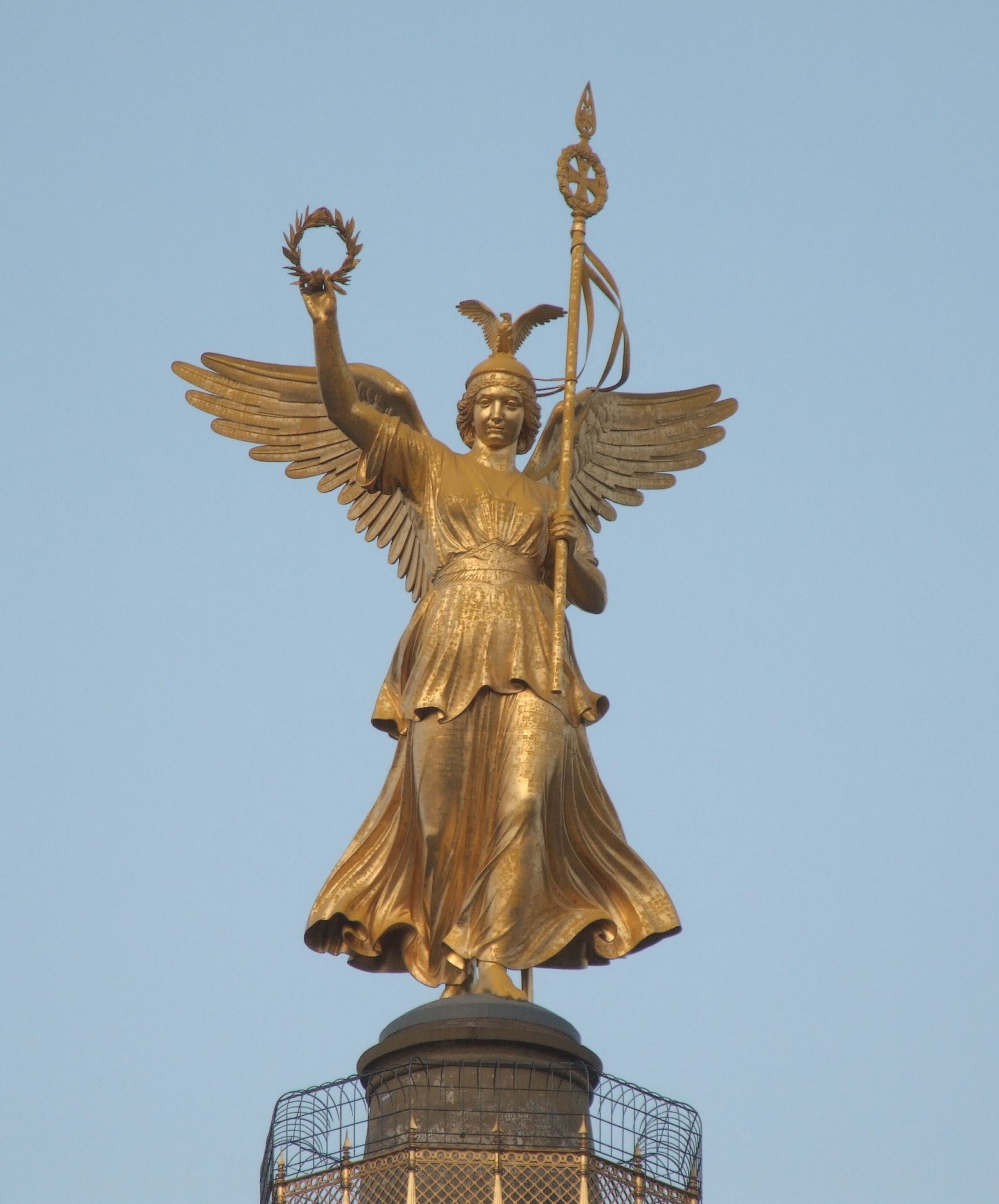
Estàtua de la deessa Victòria a Berlín.

La corona triomfal (en llatí: corona triumphalis), era una distinció honorífica que simbolitzava un reconeixement de l'estat cap al qui la rebia. Encara que es fa servir com a nom genèric per a referir-se a qualsevol tipus de reconeixement militar, el cert és que n'hi havien diferents tipus segons el fet que es volia recompensar. Es van fer servir a l'antiguitat pels grecs i els romans, però també s'han usat posteriorment als països occidentals que van heretar la seva cultura.

## Orígens grecs
Aquesta tradició sembla provenir de Grècia. Els espartans les feien servir per premiar els guanyadors de competicions gimnàstiques i els guerrers destacats en batalles. En l'època hel·lenística, concretament es va fer servir per celebrar les conquestes d'Alexandre Magne.
El llorer era el símbol d'Apol·lo. La llegenda mitològica diu que a la nimfa Dafne li'n van sortir fulles quan, desesperada per l'assetjament d'Apol·lo, va demanar al seu pare, el déu fluvial Peneu que la transformés en un arbre. Des de llavors quan Apol·lo volia celebrar una conquesta es feia una corona amb les fulles d'aquest arbre, que era un llorer.
En honor de la predilecció d'Apol·lo pel llorer, es van començar a fer servir corones de llorer per recompensar els guanyadors en competicions esportives, però no en els jocs olímpics, on es feien servir corones d'olivera ni en els Jocs Ístmics on es feien servir garlandes fetes amb fulles de pi, diu Pausànias. En canvi al començament dels jocs olímpics moderns es van fer servir corones de llorer, però després d'uns anys es van substituir per poms de flors que es lliuren a la mà dels tres millors esportistes en cada especialitat. Un altre ús a l'antiga Grècia va ser per premiar els guanyadors de competicions poètiques, per exemple a Nemea o als jocs Pítics

## Tipus de corones honorífiques romanes

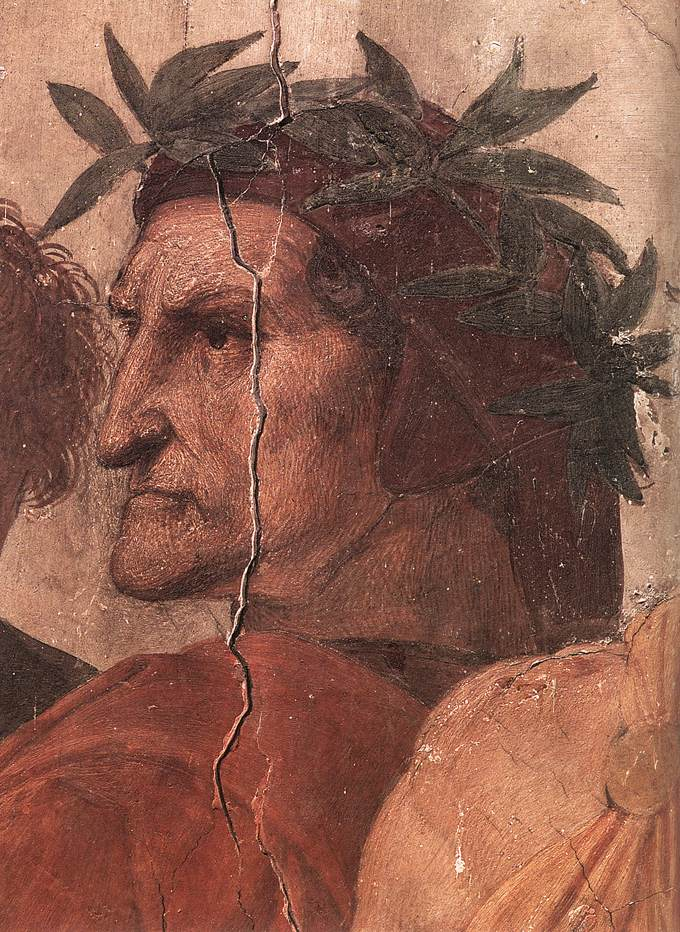
Retrat de Dante Alighieri, fragment de la pintura al fresc anomenada La Disputa del Sant Sagrament, de Rafael.

Els generals romans aspiraven al màxim guardó, la corona, la qual lluïen durant la cerimònia del triomf. Aquesta era concedida per aprovació del senat i la conservaven tota la vida com un gran honor. Alguns demanaven ser enterrats amb la corona que havien guanyat.
Encara que la corona triomfal era la més valorada, n'hi havia altres tipus:
- Corona Obsidionalis. Estava feta d'herba i flors silvestres entrellaçades, obtingudes al lloc on s'havia obtingut la victòria. Era la distinció més important que es concedia a un general per haver aconseguit trencar un setge.
- Corona Civica. Feta de fulles e roure. Es concedia a un soldat per haver salvat la vida d'un company en combat, mostrant acte de gran valentia. El soldat tenia, a partir del moment en què se li lliurava la corona, dret a sure al costat dels senadors en actes de protocol i se'l descarregava de pagar impostos. Aquesta corona també es podia concedir, de forma excepcional, a persones que havien prestat un gran servei a Roma.
- Corona Rostrata. Estava feta d'or. Es concedia al soldat que posava el peu en primer lloc quan es feia l'abordatge a un vaixell enemic o també al comandant que aconseguia una gran victòria naval.
- Corona Muralis. Estava feta d'or i decorada amb torres, perquè distingia el primer a enfilar-se per la muralla d'una ciutat enemiga i passar a l'altre costat.
- Corona Castrensis o Vallaris. També estava feta d'or però en la seva decoració es representava un conjunt d'estaques, perquè es concedia al primer soldat a travessar atacant un campament enemic.
- Corona Triumphalis , també anomenada laurea insignis. Feta de fulles de llorer. Era el màxim reconeixement i anava acompanyat d'una desfilada triomfal pels carrers de Roma. Alguns emperadors se'n van fer una d'or i de vegades guarnida de pedres precioses, que es posaven en actes públics o designaven algú perquè la sostingués damunt del seu cap.
- Corona Ovatis, que es donava juntament a una ovatio i era la de menor prestigi, ja que es donava quan la victòria militar havia estat contra un enemic menor o bé obtinguda amb poc esforç. Estava feta de murtra.
- Corona Oleagina. Era una corona feta amb fulles d'olivera. Es donava a persones que havien col·laborat en l'obtenció d'una victòria, encara que no haguessin estat presents durant el combat.

## Corones no triomfals

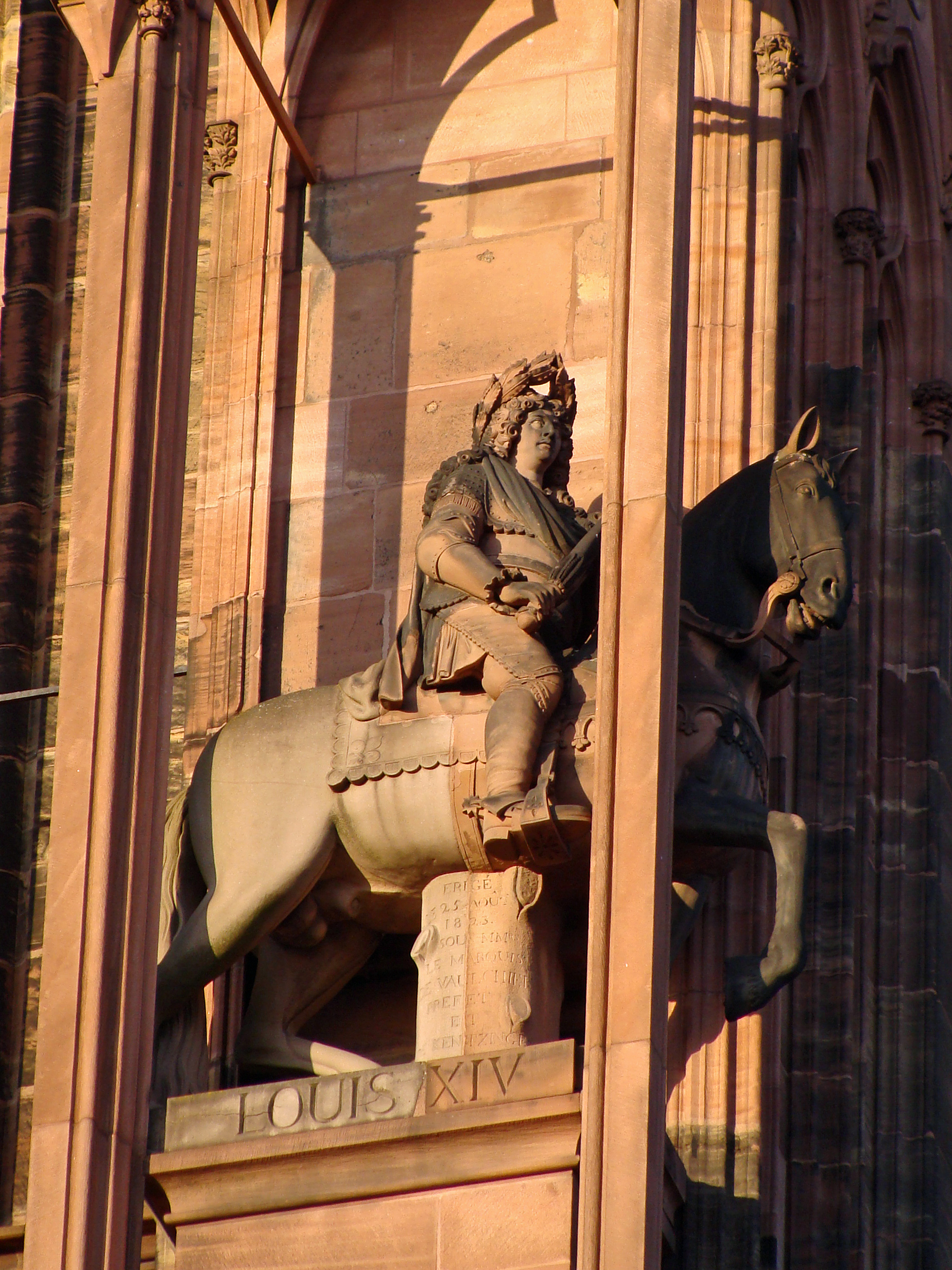
Escultura de Lluís XIV a Estrasburg.

A l'antiga Roma es van fer servir corones d'aspecte semblant però amb usos diferents de la triomfal.
- Corona sacerdotalis. La duien els sacerdots romans amb l'excepció del pontífex màxim. Es portaven al temple de la deessa Ceres perquè les beneís.
- Corona sutilis. La que feien servir els salii, sacerdots del déu Mart.
- Corona funebris. Eren garlandes de flors que es feien per la Parentalia.
- Corona convivialis, per mitigar els efectes de l'alcohol i no estava ben vist portar-la en públic.
- Corona nuptialis. La duien el nuvi i la núvia el dia del seu casament.
- Corona natalitia. La que es penjava a la porta de la casa on havia nascut una criatura.

## Corona en la iconografia
La corona de llorers va esdevenir símbol del poder absolut de l'emperador sobre el seu exèrcit. En les monedes els emperadors es feien representar portant la corona al cap.
També va ser un símbol de la victòria. En moltes imatges de la deessa que la personificava, Victòria es veu la imatge d'una dona coronada amb les fulles e llorer. o bé portant la corona a la mà.

## A l'Edat Mitjana
En l'Edat Mitjana, la corona de llorer es va utilitzar per representar la glòria de la poesia i es pot trobar en imatges de poetes de renom: Dante Alighieri, Francesco Petrarca o Giovanni Boccaccio.

## A França

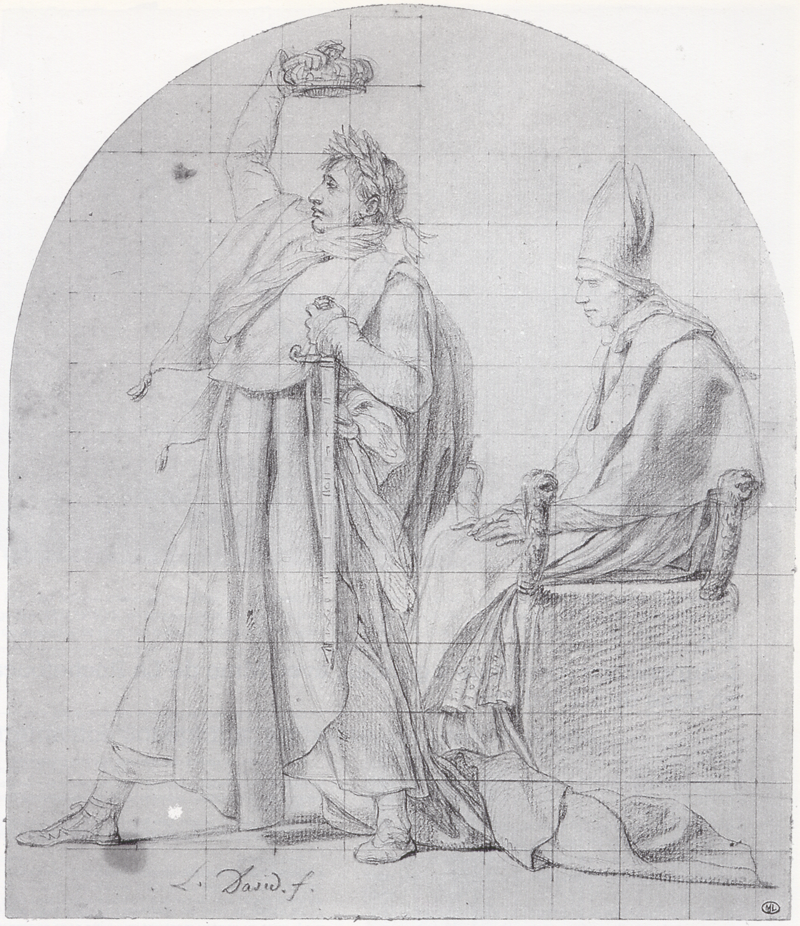
Esbos de J-L David, fet quan preparava el quadre de la coronació de Napoleó. L'emperador va preferir la corona de llorers, per distingir-se de les corones que havien fet servir els reis de l'Antic Règim.

A França la corona triomfal va estar present en diferents tipus de governants. Napoleó Bonaparte la portava el dia que va ser coronat pel papa el 2 de desembre del 1804, fet que va immortalitzar el pintor Jacques-Louis David. Durant la Restauració de la monarquia, la corona de llorers es va fer servir com a honor pel rei governant que tornava triomfant després d'un període republicà. Els darrers reis francesos no volien ser menys que Napoleó, es van retratar amb la corona i també van promoure aquest símbol en representacions dels seus avantpassats. Un exemple d'aquesta exaltació és l'estàtua eqüestre de Lluís XIV, realitzada per l'escultor Jean Vallastre l'any 1823 i està decorant el frontispici de la façana principal de la Catedral de Nostra Senyora d'Estrasburg.(vegeu imatge) 

la corona de llorers és un símbol emprat en heràldica

## En heràldica
La corona triomfal es pot trobar en heràldica civil italiana, on apareix en forma de mitja corona o una branca de llorer en els escuts d'armes de les seves províncies i en especial en l'emblema de la República italiana. De vegades el dibuix representa una corona feta amb fulles de roure, l'antiga corona cívica.